# Sélections olympiques américaines de natation
Les Sélections olympiques américaines de natation ou United States Olympic Trials se déroulent peu de temps avant les Jeux olympiques d'été afin de déterminer la composition de l'équipe nationale américaine pour le rendez-vous olympique. Ils sont organisés en parallèle ou en remplacement des championnats nationaux. La première édition de ces sélections s'est déroulée en 1920 à Alameda (Californie) peu de temps avant les Jeux olympiques d'été de 1920 prévus à Anvers.

## Éditions
(Le lien externe renvoie vers une partie ou l'intégralité des résultats)
- 1920 - Alameda (Californie)
- 1924 - Indianapolis (Indiana)
- 1928 - Iowa City (Iowa), Philadelphie (Pennsylvanie), Détroit (Michigan), New York (New York)
- 1932 - Cincinnati (Ohio) (hommes), Long Island (New York) (femmes)
- 1936 - Providence (Rhode Island) (hommes), Long Island (New York) (femmes)
- 1948 - Détroit (Michigan)
- 1952 - New York (New York) (hommes), Indianapolis (Indiana) (femmes)
- 1956 - Détroit (Michigan)
- 1960 - Détroit (Michigan)
- 1964 - Astoria (New York)
- 1968 - Long Beach (Californie) (hommes), Los Angeles (Californie) (femmes)
- 1972 - Chicago (Illinois)
- 1976 - Long Beach (Californie)
- 1980 - Irvine (Californie)
- 1984 - Indianapolis (Indiana)
- 1988 - Austin (Texas)
- 1992 - Indianapolis (Indiana) (en même temps que les championnats nationaux de printemps)
- 1996 - Indianapolis (Indiana)
- 2000 - Indianapolis (Indiana) -
- 2004 - Long Beach (Californie) -
- 2008 - Omaha (Nebraska) (les vainqueurs des courses sont officiellement considérés comme les champions nationaux)
- 2012 - Omaha (Nebraska)
- 2016 - Omaha (Nebraska)
- 2020 - Omaha (Nebraska) : Reprogrammée par rapport aux dates initialement prévues du 21-28 juin, après le report des JO 2020 en 2021, en raison du coronavirus[1],[2].
- 2024 - Indianapolis (Indiana)